# كيرن بول
كيرن بول (بالإنجليزية: Kieran Bull)‏ (25 أبريل 1995 في المملكة المتحدة - ) هو لاعب كريكت بريطاني. لعب مع نادي مقاطعة غلاموركن للكريكت ‏ وCardiff MCC University ‏.

## وصلات خارجية
- كيرن بول على موقع إي آس بي آن كريك إنفو (الإنجليزية)